# Maria Barbara Bach
Maria Barbara Bach (* 20. Oktoberjul. / 30. Oktober 1684greg. in Gehren; beerdigt 7. Juli 1720 in Köthen) war die Tochter von Johann Michael Bach, eine Cousine zweiten Grades und die erste Ehefrau von Johann Sebastian Bach.

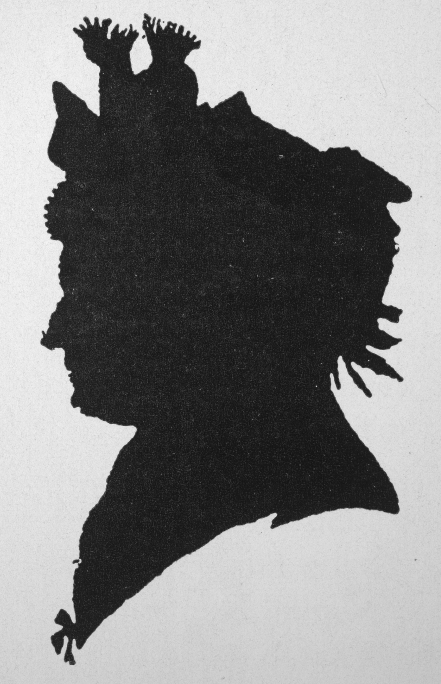
Maria Barbara Bach, Schattenriss (um 1800)

## Leben
Maria Barbara und Johann Sebastian Bach hatten gemeinsame Urgroßeltern:
|                       |                       |                       |                       | Johannes Bach         |                       |  |  |                     |                     |                     |                     |                     |                     |  |  |  |  |  |  |  |  |  |  |  |  |
|                       |                       |                       |                       |                       |                       |  |  |                     |                     |                     |                     |                     |                     |  |  |  |  |  |  |  |  |  |  |  |  |
|                       |                       |                       |                       |                       |                       |  |  |                     |                     |                     |                     |                     |                     |  |  |  |  |  |  |  |  |  |  |  |  |
| Christoph Bach        | Christoph Bach        | Christoph Bach        | Christoph Bach        | Christoph Bach        | Christoph Bach        |  |  | Heinrich Bach       | Heinrich Bach       | Heinrich Bach       | Heinrich Bach       | Heinrich Bach       | Heinrich Bach       |  |  |  |  |  |  |  |  |  |  |  |  |
| Christoph Bach        | Christoph Bach        | Christoph Bach        | Christoph Bach        | Christoph Bach        | Christoph Bach        |  |  | Heinrich Bach       | Heinrich Bach       | Heinrich Bach       | Heinrich Bach       | Heinrich Bach       | Heinrich Bach       |  |  |  |  |  |  |  |  |  |  |  |  |
| Johann Ambrosius Bach | Johann Ambrosius Bach | Johann Ambrosius Bach | Johann Ambrosius Bach | Johann Ambrosius Bach | Johann Ambrosius Bach |  |  | Johann Michael Bach | Johann Michael Bach | Johann Michael Bach | Johann Michael Bach | Johann Michael Bach | Johann Michael Bach |  |  |  |  |  |  |  |  |  |  |  |  |
| Johann Ambrosius Bach | Johann Ambrosius Bach | Johann Ambrosius Bach | Johann Ambrosius Bach | Johann Ambrosius Bach | Johann Ambrosius Bach |  |  | Johann Michael Bach | Johann Michael Bach | Johann Michael Bach | Johann Michael Bach | Johann Michael Bach | Johann Michael Bach |  |  |  |  |  |  |  |  |  |  |  |  |
| Johann Sebastian Bach | Johann Sebastian Bach | Johann Sebastian Bach | Johann Sebastian Bach | Johann Sebastian Bach | Johann Sebastian Bach |  |  | Maria Barbara Bach  | Maria Barbara Bach  | Maria Barbara Bach  | Maria Barbara Bach  | Maria Barbara Bach  | Maria Barbara Bach  |  |  |  |  |  |  |  |  |  |  |  |  |
| Johann Sebastian Bach | Johann Sebastian Bach | Johann Sebastian Bach | Johann Sebastian Bach | Johann Sebastian Bach | Johann Sebastian Bach |  |  | Maria Barbara Bach  | Maria Barbara Bach  | Maria Barbara Bach  | Maria Barbara Bach  | Maria Barbara Bach  | Maria Barbara Bach  |  |  |  |  |  |  |  |  |  |  |  |  |

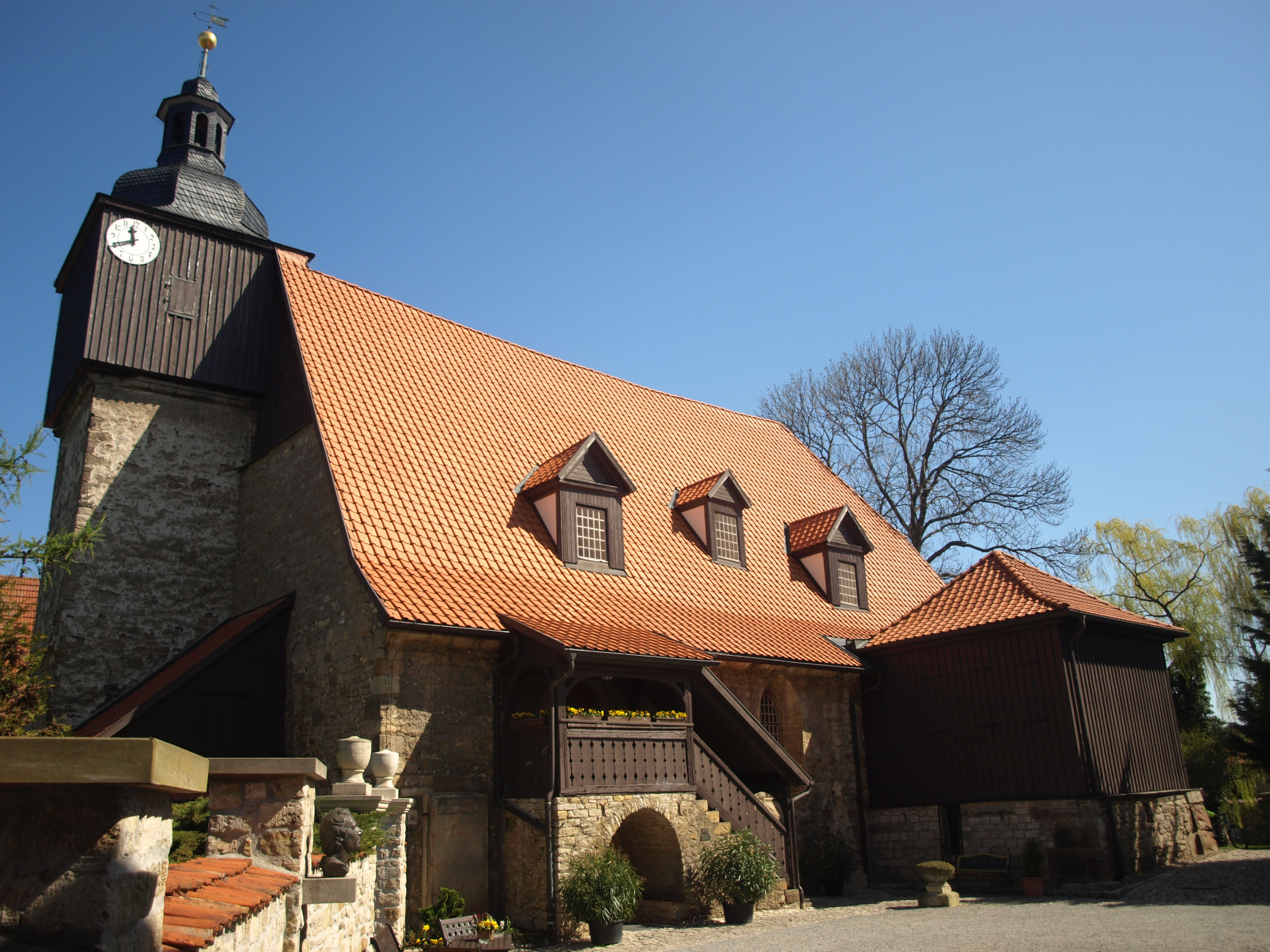
Dorfkirche in Dornheim

Maria Barbaras Vater war Kantor in Arnstadt sowie danach Organist und Stadtschreiber in Gehren. Er starb, als Maria Barbara neun Jahre alt war. Ihre Mutter, Catharina Wedemann aus Arnstadt, starb 1704. Danach lebte Maria Barbara mit ihren beiden älteren Schwestern Friedalena Margaretha und Barbara Catharina Bach im Hause des Arnstädter Bürgermeisters Martin Feldhaus und dessen Frau Margarethe, geborene Wedemann.
Als am 17. Oktober 1707 Johann Sebastian und Maria Barbara Bach in Dornheim bei Arnstadt heirateten, lebten beider Eltern nicht mehr.
Im Jahr vor ihrer Hochzeit, am 11. November 1706, warf man bei einer Anhörung Johann Sebastian Bach vor, er habe „ohnlängsten die fremde Jungfer auf das Chor biethen und musiciren laßen“. Manche Biographen haben vermutet, Maria Barbara sei diese Sängerin gewesen. Das ist allerdings wenig wahrscheinlich, weil sie zu diesem Zeitpunkt schon zwei Jahre in Arnstadt gelebt hatte und obendrein eine Nichte des Bürgermeisters war – also durchaus keine „frembde“ Jungfer.
Maria Barbara Bach brachte sieben Kinder zur Welt. Sie starb, während ihr Mann sich von Ende Mai bis Anfang Juli 1720 im Gefolge seines Dienstherrn, des Fürsten Leopold von Anhalt-Köthen, in Karlsbad aufhielt. Ihr genaues Todesdatum und die Todesursache sind nicht überliefert; sie wurde bereits kurz vor J. S. Bachs Heimkehr auf dem Köthener Alten Friedhof bestattet.

„Nachdem er mit dieser seiner ersten Ehegattin 13. Jahre eine vergnügte Ehe geführet hatte, wiederfuhr ihm in Cöthen, im Jahre 1720 der empfindliche Schmerz, dieselbe, bey seiner Rückkunft von einer Reise, mit weinem Fürsten nach dem Carlsbade, todt und begraben zu finden; ohngeachtet er sie bey der Abreise gesund und frisch verlassen hatte. Die erste Nachricht, daß sie krank gewesen und gestorben wäre, erhielt er beym Eintritte in sein Hauß.“

Nur das Begräbnisdatum ist im Sterberegister verzeichnet:

„den 7ten Jul. ist Herrn Johann Sebastian Bachens HochFürstl. Capellmeisters Eheliebste beygesetzet“

## Ehrungen

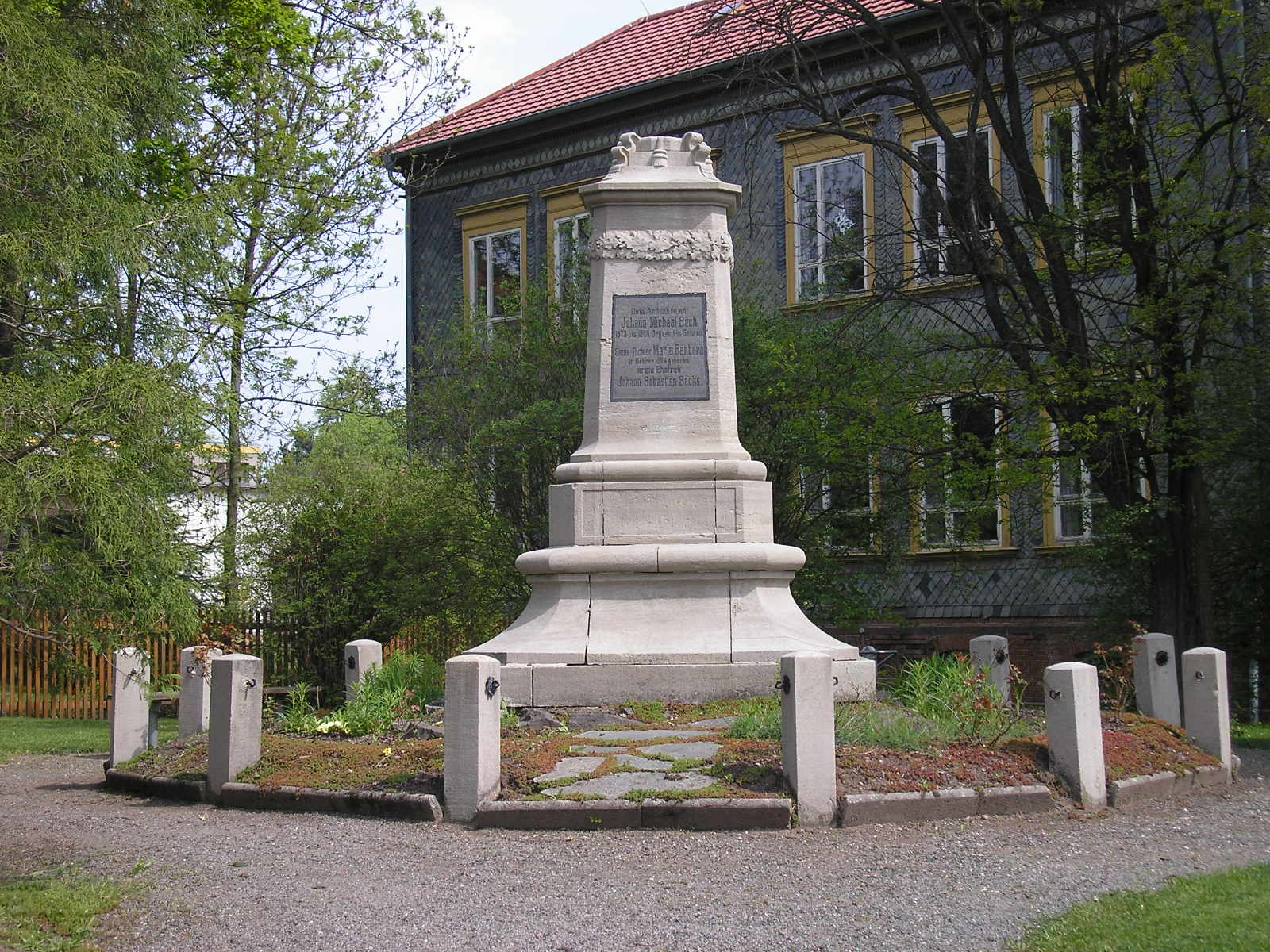
Denkmal in Gehren zur Erinnerung an Johann Michael Bach und dessen Tochter Maria Barbara Bach

Die Stadt Köthen errichtete am 31. August 2004 zur Erinnerung an Maria Barbara Bach einen Gedenkstein im Friedenspark, er ist ausgestattet mit einer offiziellen „FrauenOrte“-Tafel von Sachsen-Anhalt.
Ein weiteres Denkmal zur Erinnerung an Maria Barbara Bach und deren Vater Johann Michael Bach befindet sich in ihrem Geburtsort Gehren.

## Kinder
- Catharina Dorothea (* 27. Dezember 1708; † 14. Januar 1774)
- Wilhelm Friedemann, der Dresdner oder Hallesche Bach (* 22. November 1710; † 1. Juli 1784)
- Johann Christoph (* 23. Februar 1713; † 23. Februar 1713)
- Maria Sophia (* 23. Februar 1713; † 15. März 1713)
- Carl Philipp Emanuel, der Berliner oder Hamburger Bach (* 8. März 1714; † 14. Dezember 1788)
- Johann Gottfried Bernhard (* 11. Mai 1715; † 27. Mai 1739)
- Leopold Augustus (≈ 17. November 1718; † 26. September 1719)